# 사막

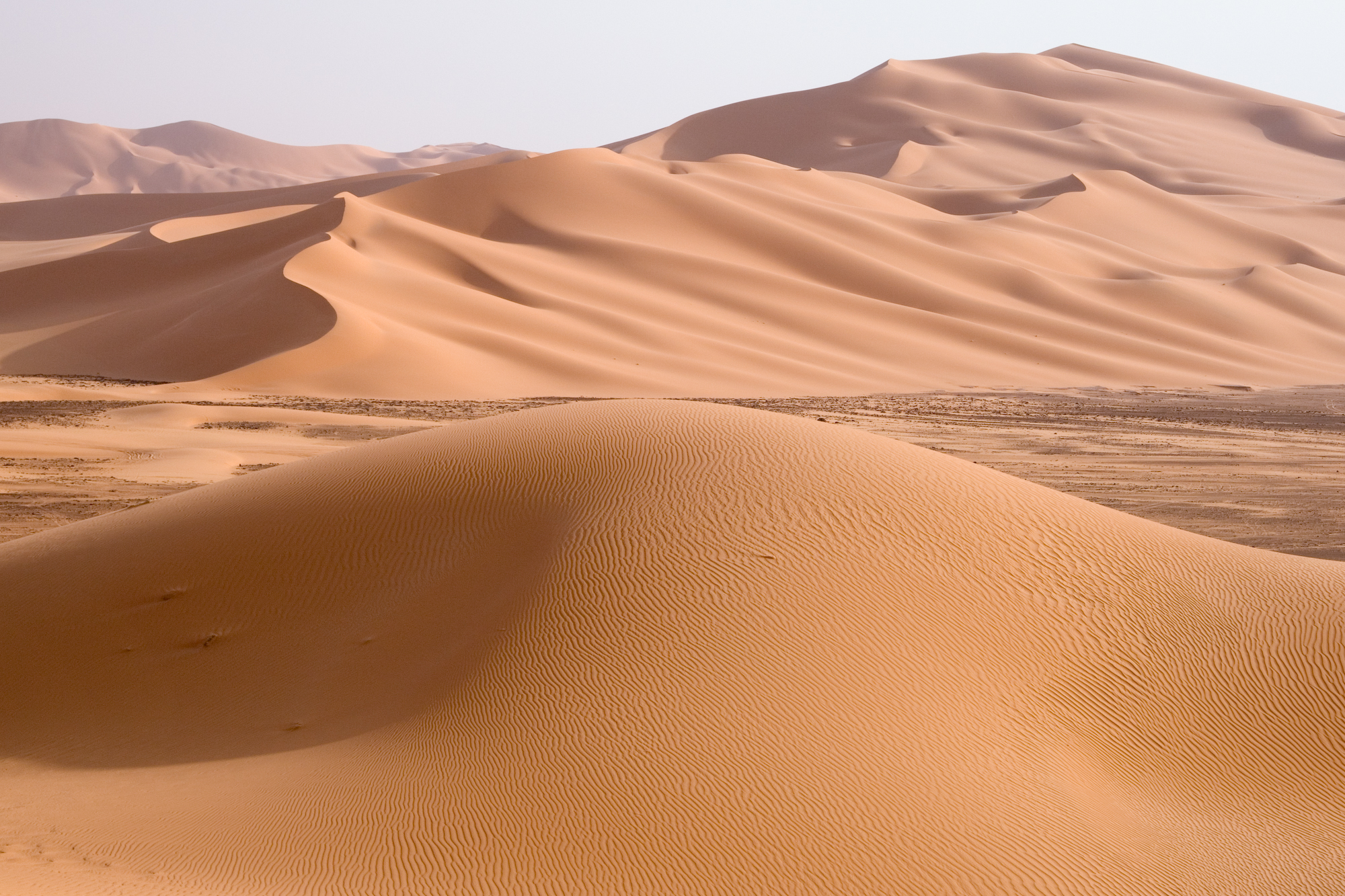
사막

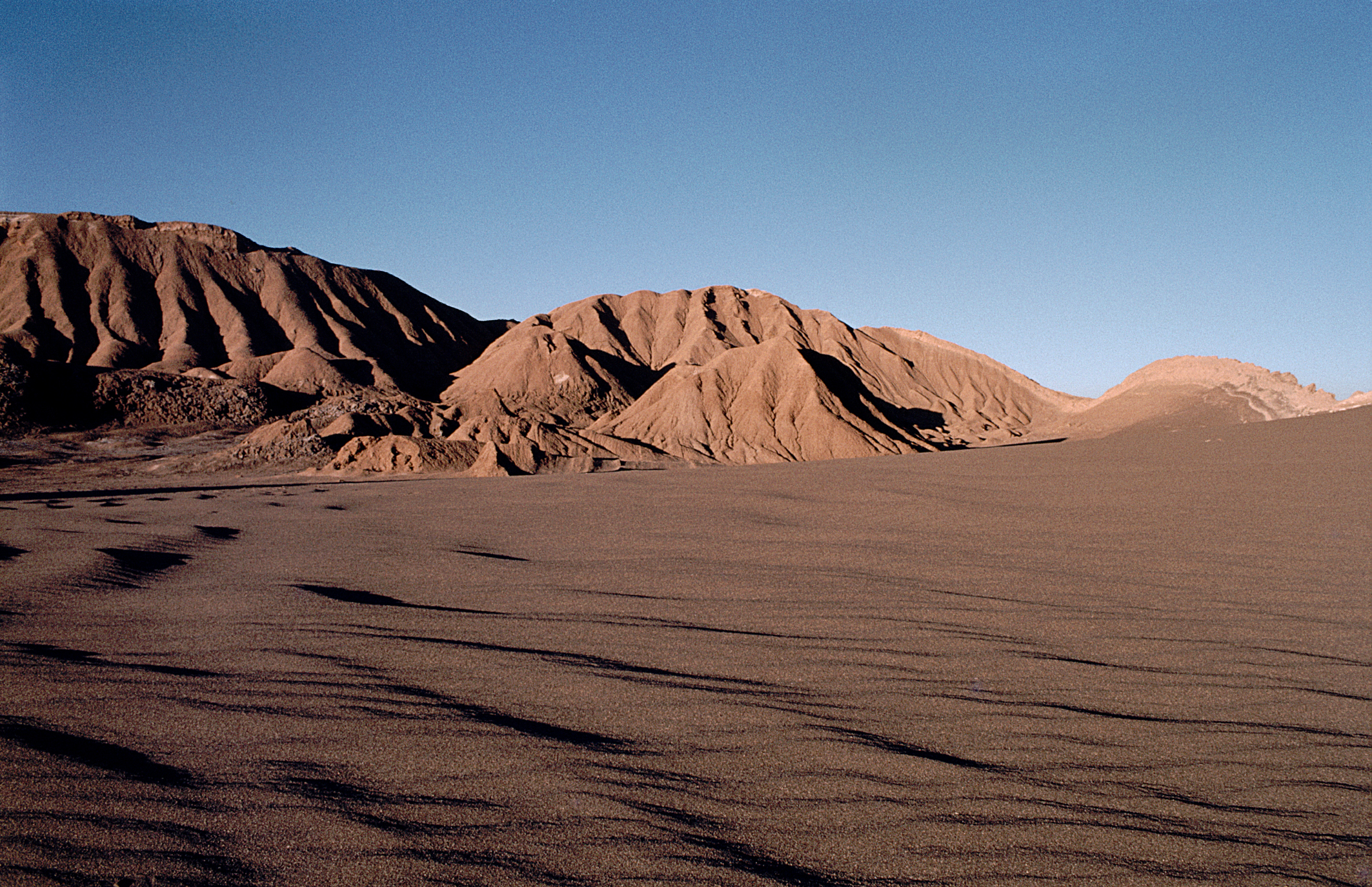
아타카마 사막

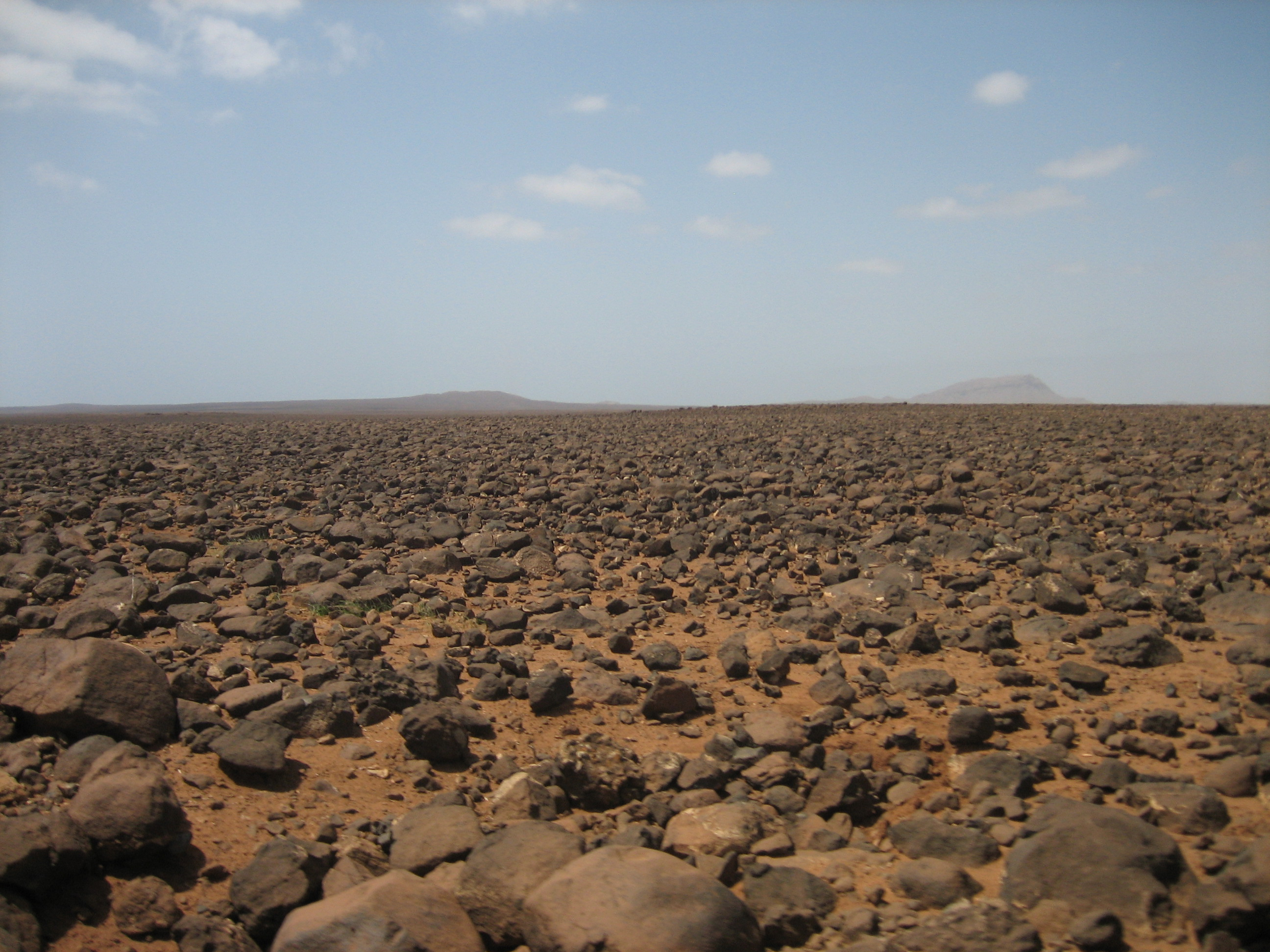
사막은 암석사막, 모래사막, 자갈사막으로 나눌 수 있다. 흔히 사막을 떠올리면 모래사막만을 생각하는데, 바위로 이루어진 암석사막과 자갈사막이 80%를 차지한다. 사진은 자갈사막의 모습.

사막(沙漠/砂漠, desert)은 간단하게 강수량이 적은 지역이다. 사막은 크게 표면 구성 물질에 따라 암석 사막, 모래사막, 자갈사막으로 나뉜다. 일반적으로 연평균 강수량이 250mm 이하인 지역을 사막이라 정의한다. 사막은 식물이 살기에는 매우 열악하며, 드물게 식물이 전혀 살 수 없는 곳도 있다. 시베리아와 같은 고위도 지방에서는 연평균 강우량이 250mm 미만이라도 삼림이 생길 수도 있기 때문에 비가 내리는 것을 보고 구분하기도 한다. 남극 대륙이나 그린란드는 얼음이 1년 내내 얼어 있으므로, 영구빙설사막이라고 하고, 1년 내내 얼음이 얼어 있지는 않는 툰드라 지방의 사막은 툰드라 사막이라고 한다.
사막에서 취락은 주로 오아시스 근처에서 발달하며, 그 곳에서 대추야자나 밀 등을 재배하여 먹을 것을 얻는다. 관개 수로를 이용해 관개 농업을 하는 경우가 많다. 사막은 건조하기 때문에 혹 속의 지방으로 건조한 기후에 잘 견디는 낙타를 기른다. 낙타는 귀중한 젖을 내어 주고, 운송수단으로도 이용하기 때문에 사막에 사는 사람들에게 매우 중요한 가축이라 할 수 있다.
최근에는 사막이 늘어나는 사막화 현상이 환경 문제로 떠오르고 있다. 주요 원인은 지나친 산림 훼손이 꼽히며, 특히 아프리카의 사헬에서 사막화가 큰 문제가 되었다. 사막이 지나치게 늘어나면, 산림이 줄고, 토양이 황폐해져 식물 및 동물과 사람이 살 수 없는 환경이 되기도 한다.
사막은 다양한 까닭으로 생겨나는데, 앞에서처럼 지나친 산림 훼손과 과잉 방목이 사막을 만들기도 하고, 고압대에 위치하면서 하강기류가 발생하여 강우량이 낮고 증발량이 높아 생기기도 한다.

## 서식 생물

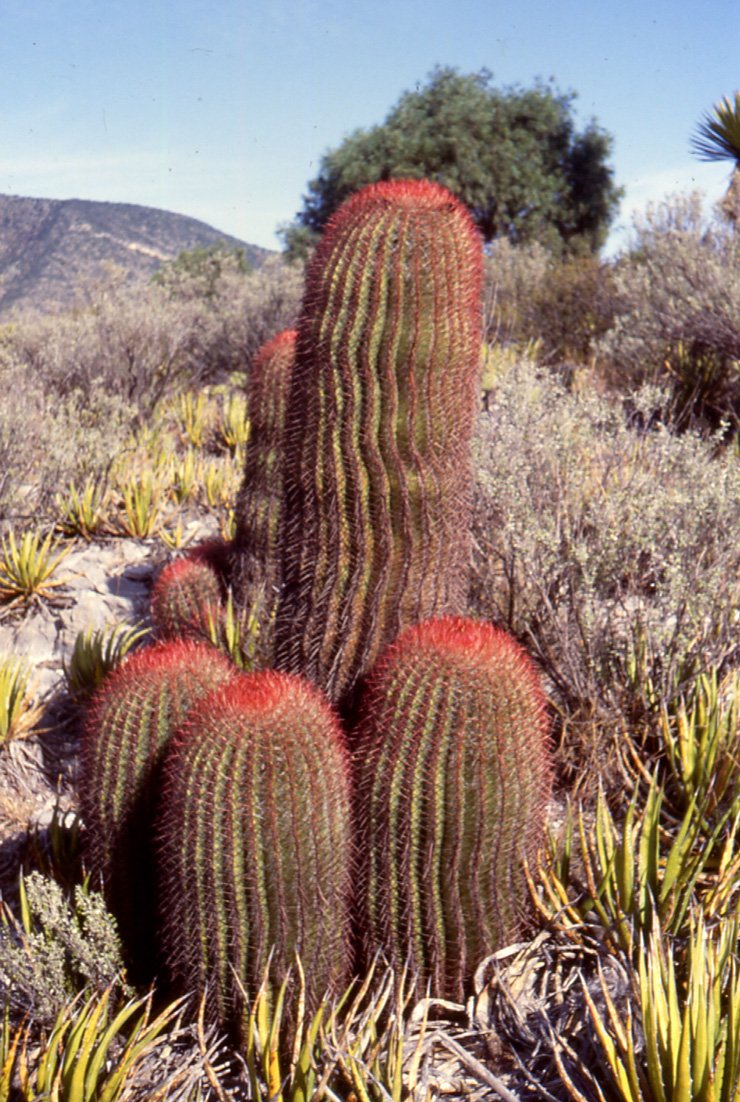
선인장
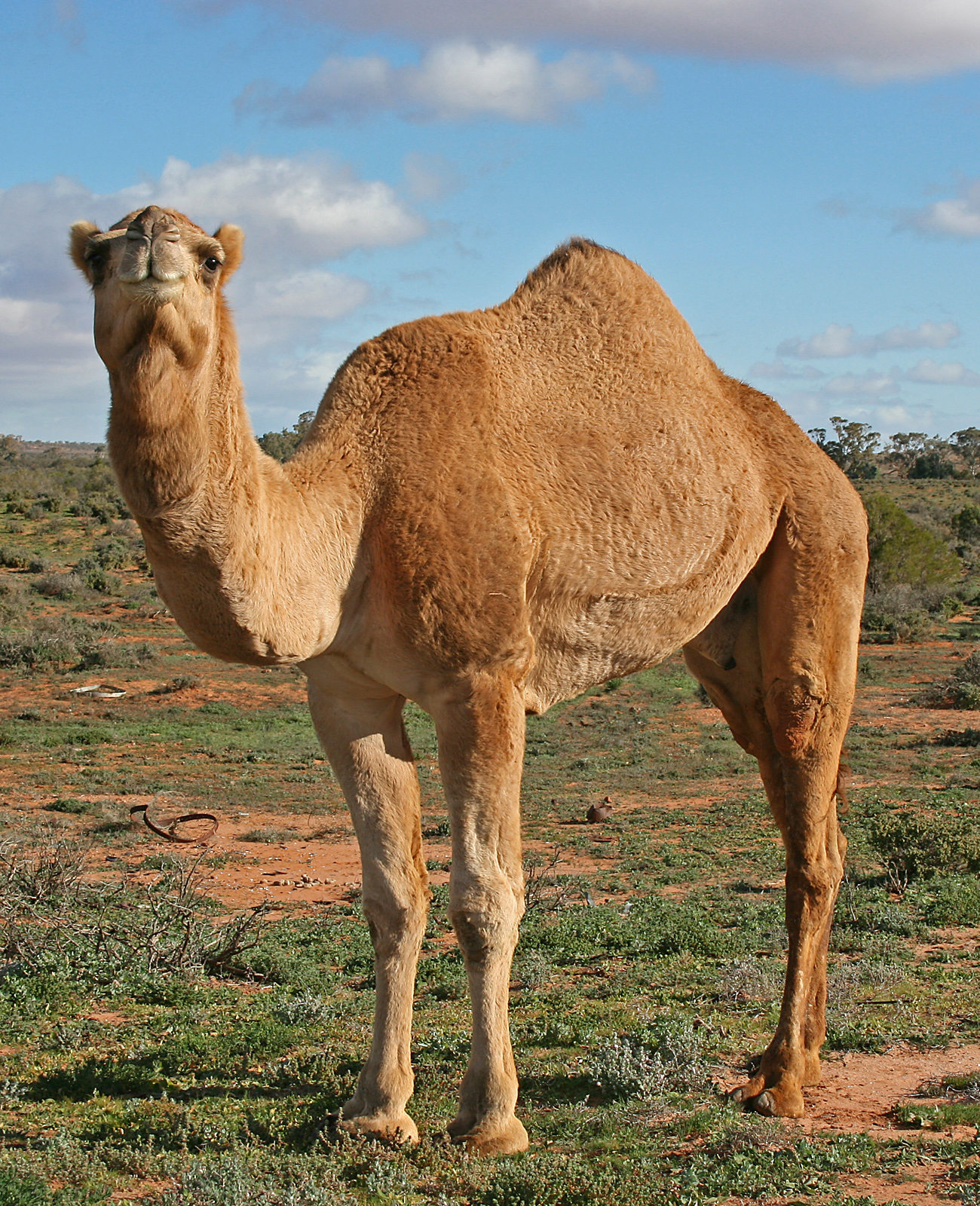
낙타
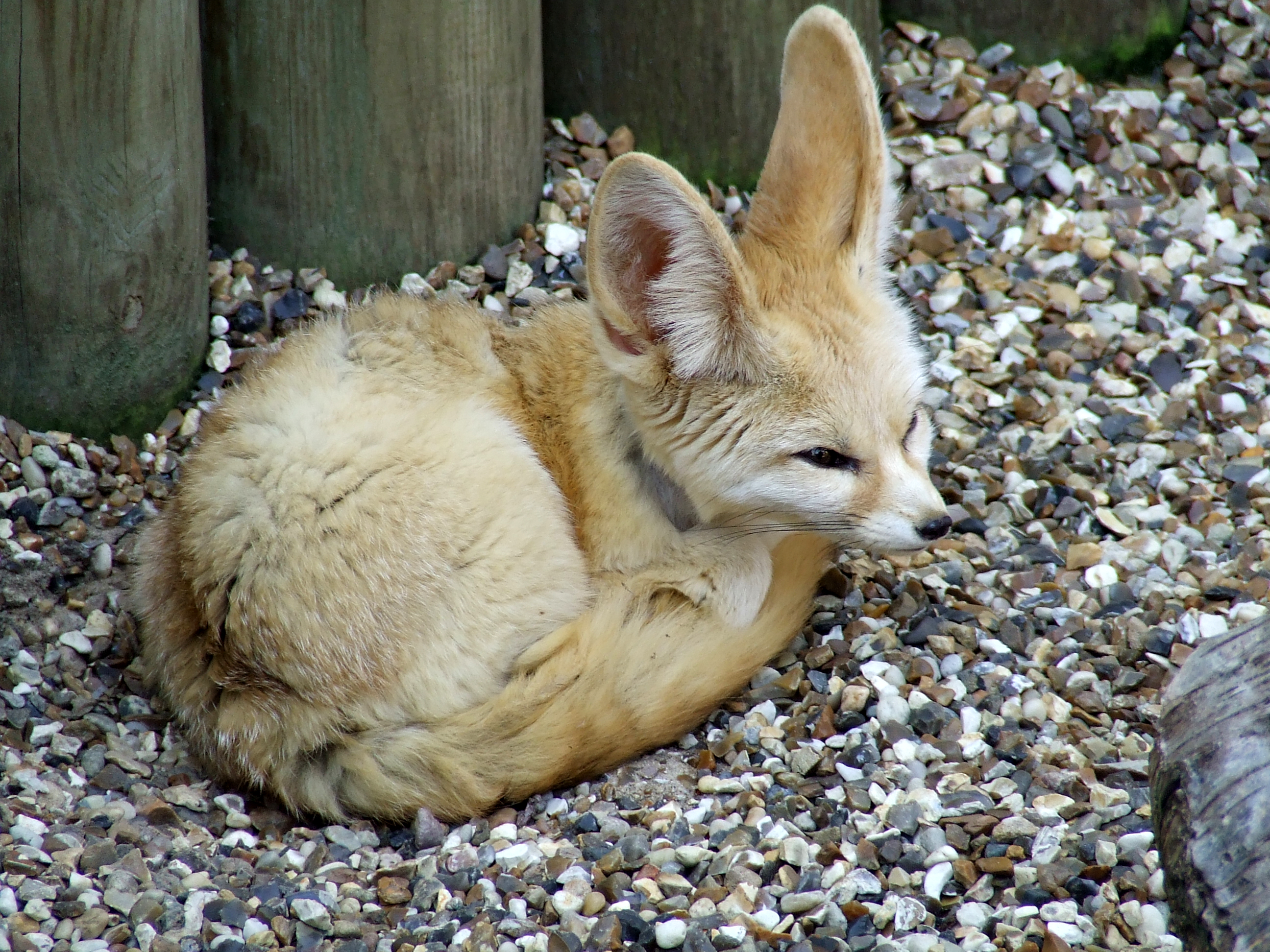
페넥여우
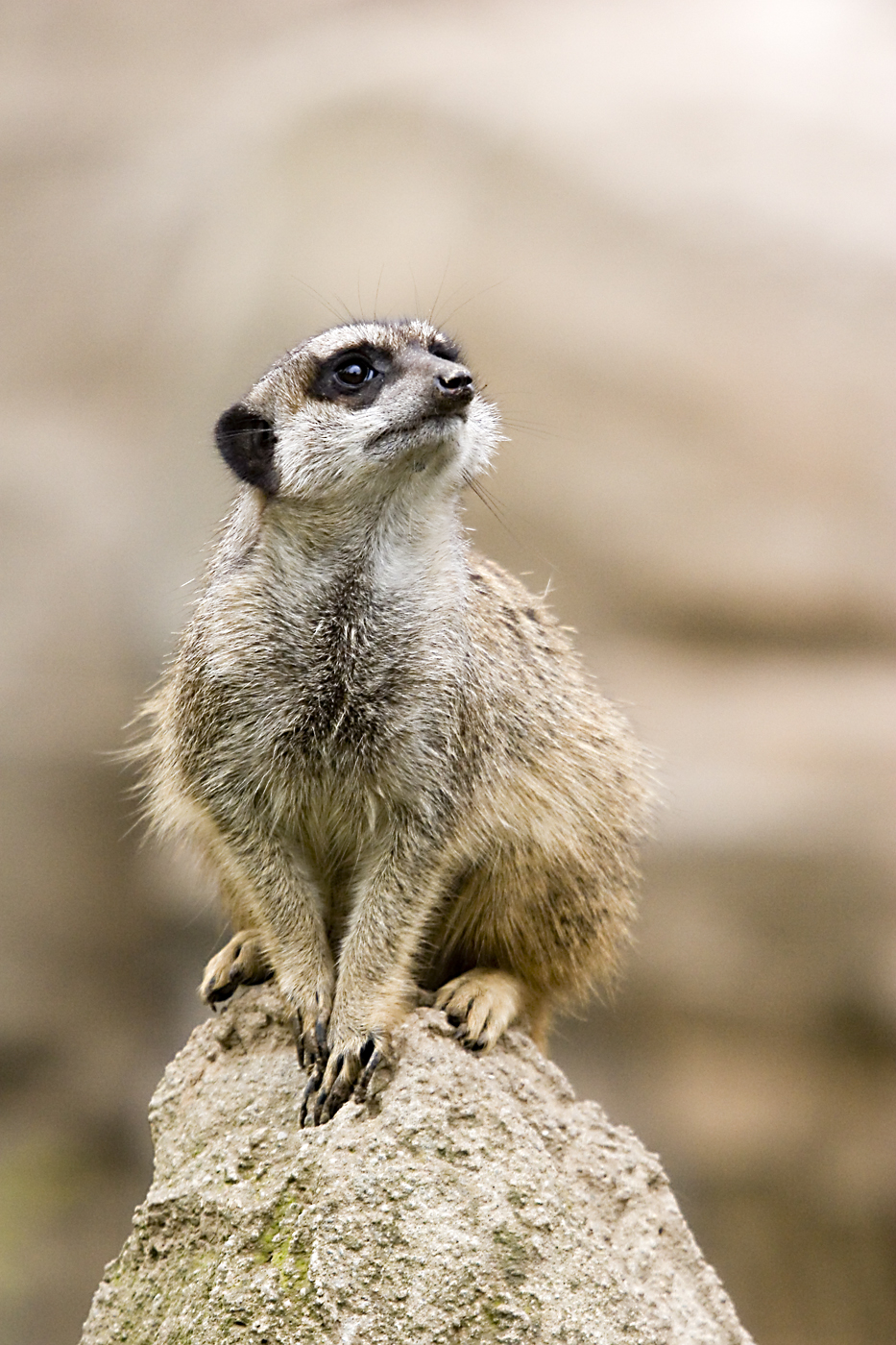
미어캣
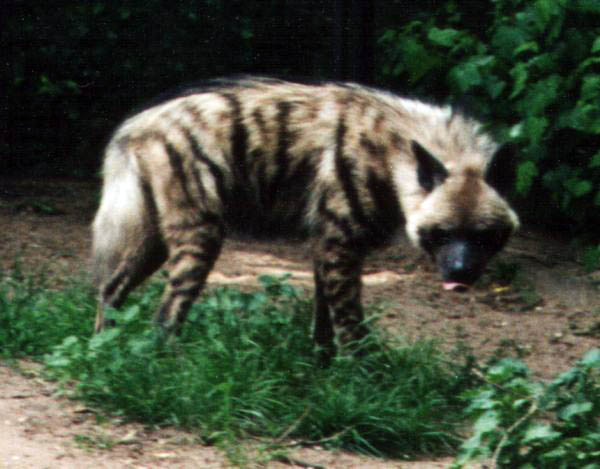
줄무늬하이에나
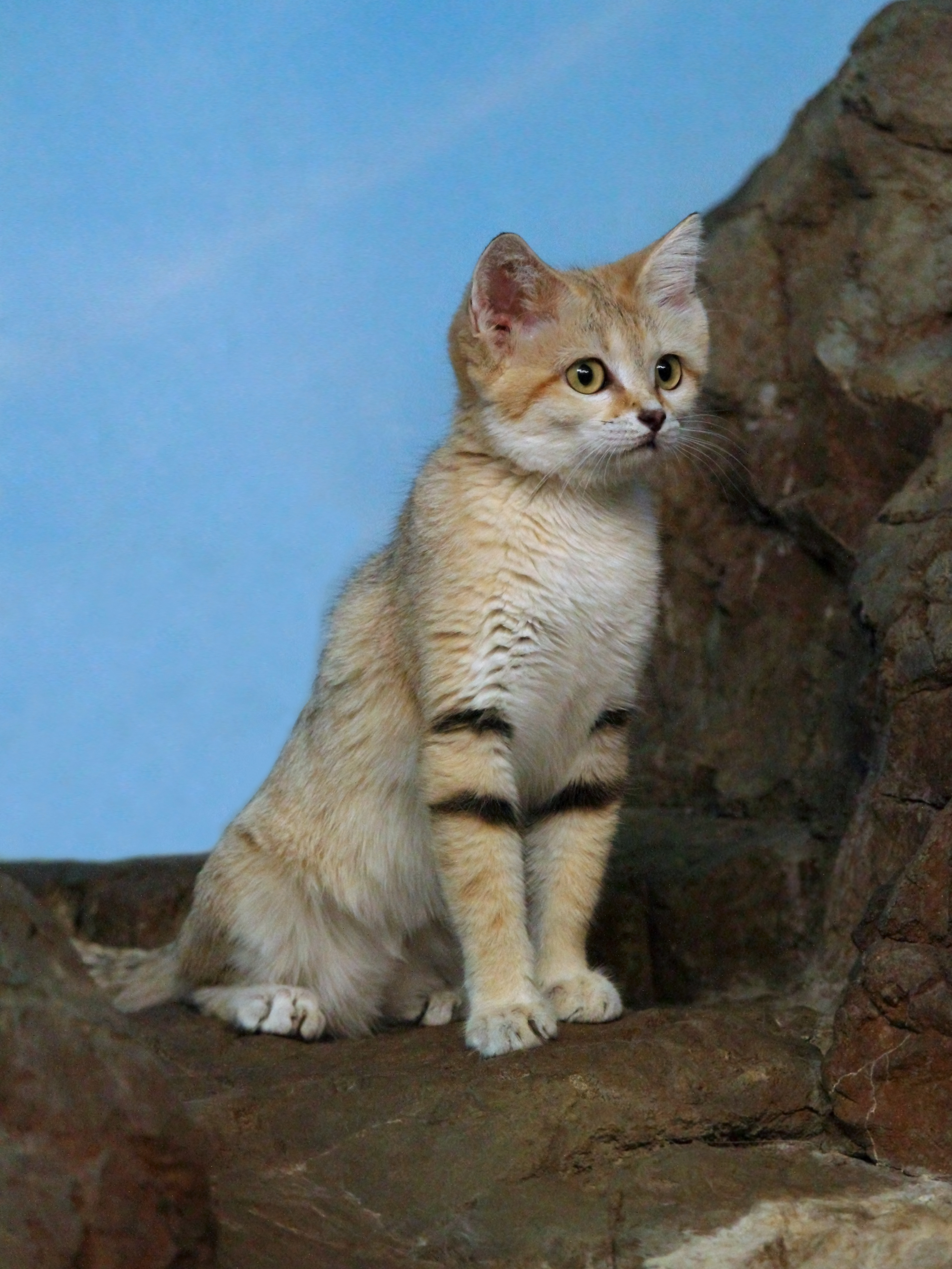
모래고양이
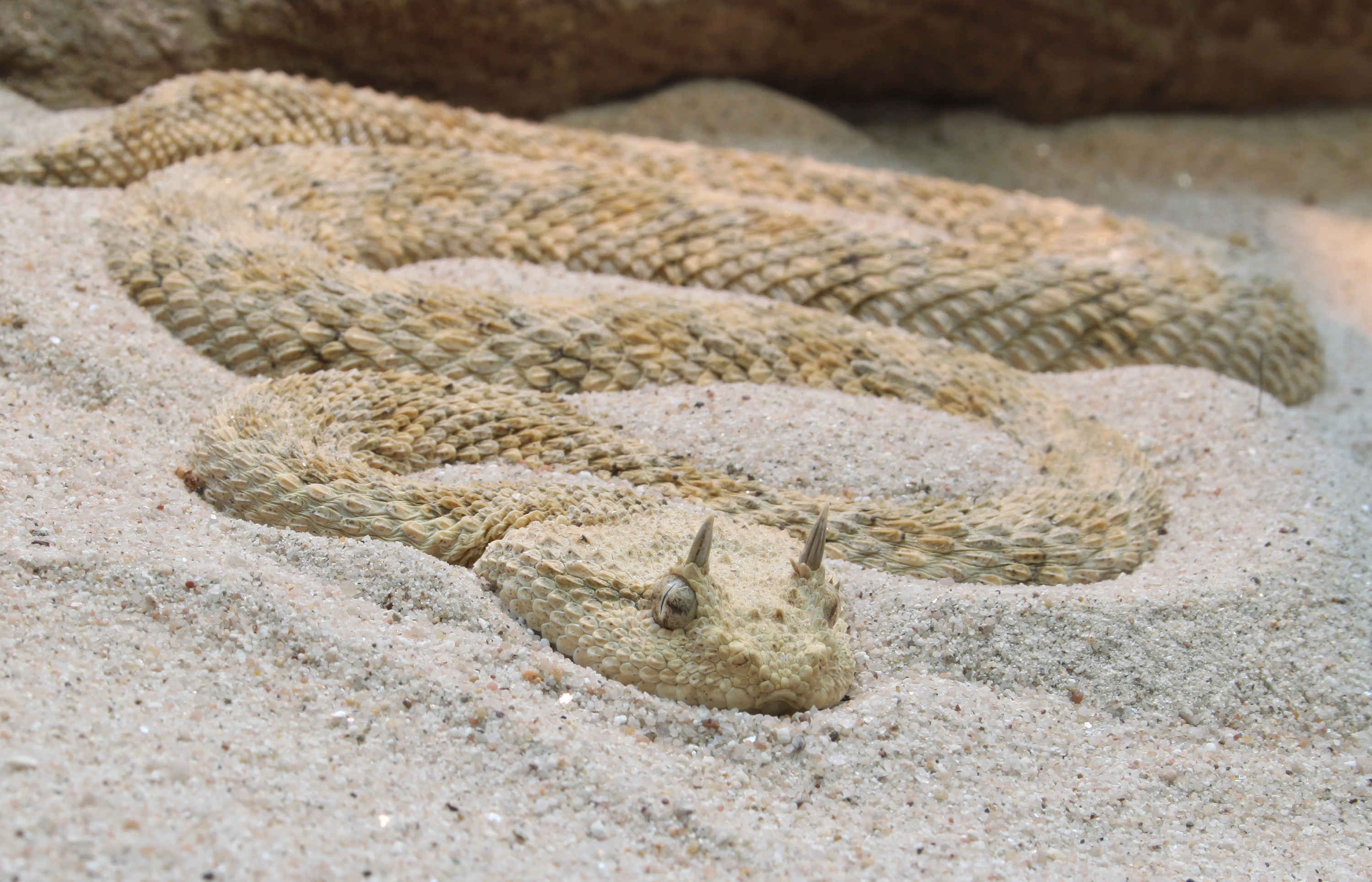
사막뿔살무사
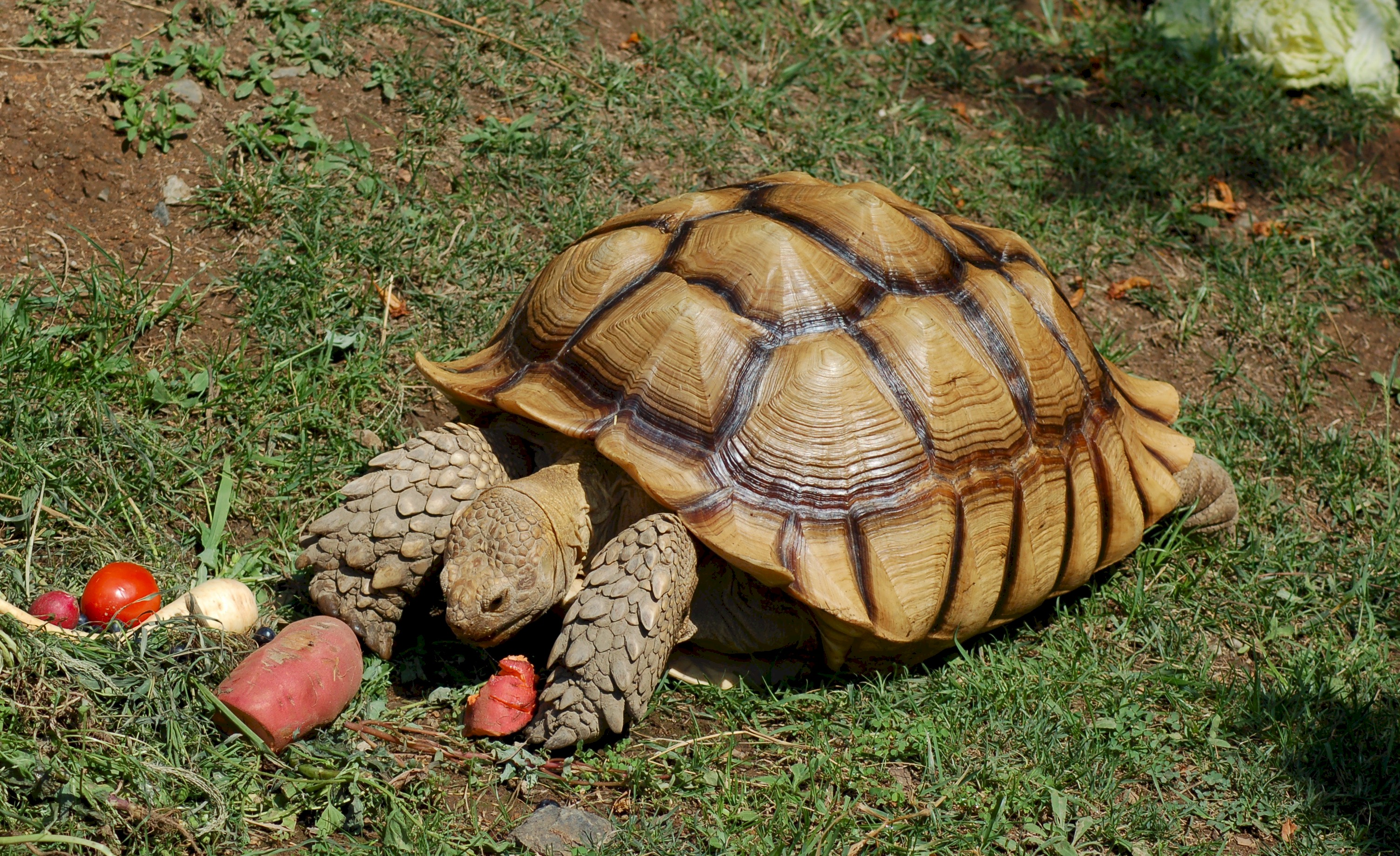
술카타거북

## 주요 사막 목록

### 북아메리카
- 블랙록 사막
- 그레이트베이슨 사막
- 그레이트솔트레이크 사막
- 데스밸리
- 모하비 사막
- 소노라 사막
- 치와와 사막
- 콜로라도 사막

### 남아메리카
- 살라르 데 우유니
- 아타카마 사막
- 파타고니아 사막

### 아시아
- 고비 사막
- 네푸드 사막
- 루트 사막
- 룹알할리 사막
- 시리아 사막
- 아라비아 사막
- 카라쿰 사막
- 카비르 사막
- 키질쿰 사막
- 타르 사막
- 타클라마칸 사막

### 유럽
- 타베르나스 사막

### 아프리카
- 나미브 사막
- 누비아 사막
- 리비아 사막
- 사하라 사막
- 시나이 사막
- 칼라하리 사막

### 오세아니아
- 그레이트빅토리아 사막
- 그레이트샌디 사막
- 기브슨 사막
- 심프슨 사막

### 극 지방
- 남극
- 북극

## 면적순 사막 목록과 기후
| 순위 | 사막 이름             | 기후        | 면적 (km2) | 대륙       | 나라                                                                                 |
| ---- | --------------------- | ----------- | ---------- | ---------- | ------------------------------------------------------------------------------------ |
| 1    | 남극                  | 극지        | 13,829,430 | 남극       | 남극                                                                                 |
| 2    | 사하라 사막           | 아열대      | 9,100,000+ | 아프리카   | 이집트, 리비아, 차드, 모리타니, 모로코, 알제리, 튀니지, 수단, 니제르, 말리, 서사하라 |
| 3    | 북극                  | 극지        | 2,600,000+ | 북극       | 미국(알래스카주), 캐나다, 그린란드, 아이슬란드, 노르웨이, 스웨덴, 핀란드, 러시아     |
| 4    | 아라비아 사막         | 아열대      | 2,331,000  | 아시아     | 사우디아라비아, 요르단, 이라크, 쿠웨이트, 카타르, 아랍에미리트, 오만, 예멘           |
| 5    | 고비 사막             | 한랭지      | 1,300,000  | 아시아     | 몽골, 중국                                                                           |
| 6    | 칼라하리 사막         | 아열대      | 900,000    | 아프리카   | 앙골라, 보츠와나, 나미비아, 남아프리카 공화국                                        |
| 7    | 파타고니아 사막       | 한랭지      | 670,000    | 남아메리카 | 아르헨티나, 칠레                                                                     |
| 8    | 그레이트빅토리아 사막 | 아열대      | 647,000    | 오세아니아 | 오스트레일리아                                                                       |
| 9    | 시리아 사막           | 아열대      | 520,000    | 아시아     | 시리아, 요르단, 이라크                                                               |
| 10   | 그레이트베이슨 사막   | 한랭지      | 492,000    | 북아메리카 | 미국                                                                                 |
| 11   | 치와와 사막           | 아열대      | 450,000    | 북아메리카 | 멕시코, 미국                                                                         |
| 12   | 그레이트샌디 사막     | 아열대      | 400,000    | 오세아니아 | 오스트레일리아                                                                       |
| 13   | 카라쿰 사막           | 한랭지      | 350,000    | 아시아     | 투르크메니스탄                                                                       |
| 14   | 콜로라도고원          | 한랭지      | 337,000    | 북아메리카 | 미국                                                                                 |
| 15   | 소노라 사막           | 아열대      | 310,000    | 북아메리카 | 멕시코, 미국                                                                         |
| 16   | 키질쿰 사막           | 한랭지      | 300,000    | 아시아     | 카자흐스탄, 우즈베키스탄                                                             |
| 17   | 타클라마칸 사막       | 한랭지      | 270,000    | 아시아     | 중국                                                                                 |
| 18   | 타르 사막             | 아열대      | 200,000    | 아시아     | 인도, 파키스탄                                                                       |
| 19   | 기브슨 사막           | 아열대      | 155,000    | 오세아니아 | 오스트레일리아                                                                       |
| 20   | 심프슨 사막           | 아열대      | 145,000    | 오세아니아 | 오스트레일리아                                                                       |
| 21   | 아타카마 사막         | 한랭지      | 140,000    | 남아메리카 | 칠레                                                                                 |
| 22   | 나미브 사막           | 한랭지/해안 | 81,000     | 아프리카   | 나미비아, 앙골라                                                                     |
| 23   | 카비르 사막           | 한랭지      | 77,000     | 아시아     | 이란                                                                                 |
| 24   | 모하비 사막           | 아열대      | 65,000     | 북아메리카 | 미국                                                                                 |
| 25   | 루트 사막             | 아한대      | 52,000     | 아시아     | 이란                                                                                 |

## 같이 보기
- 사막 기후
- 암석 사막
- 소금 사막